# Cordillera Dawna

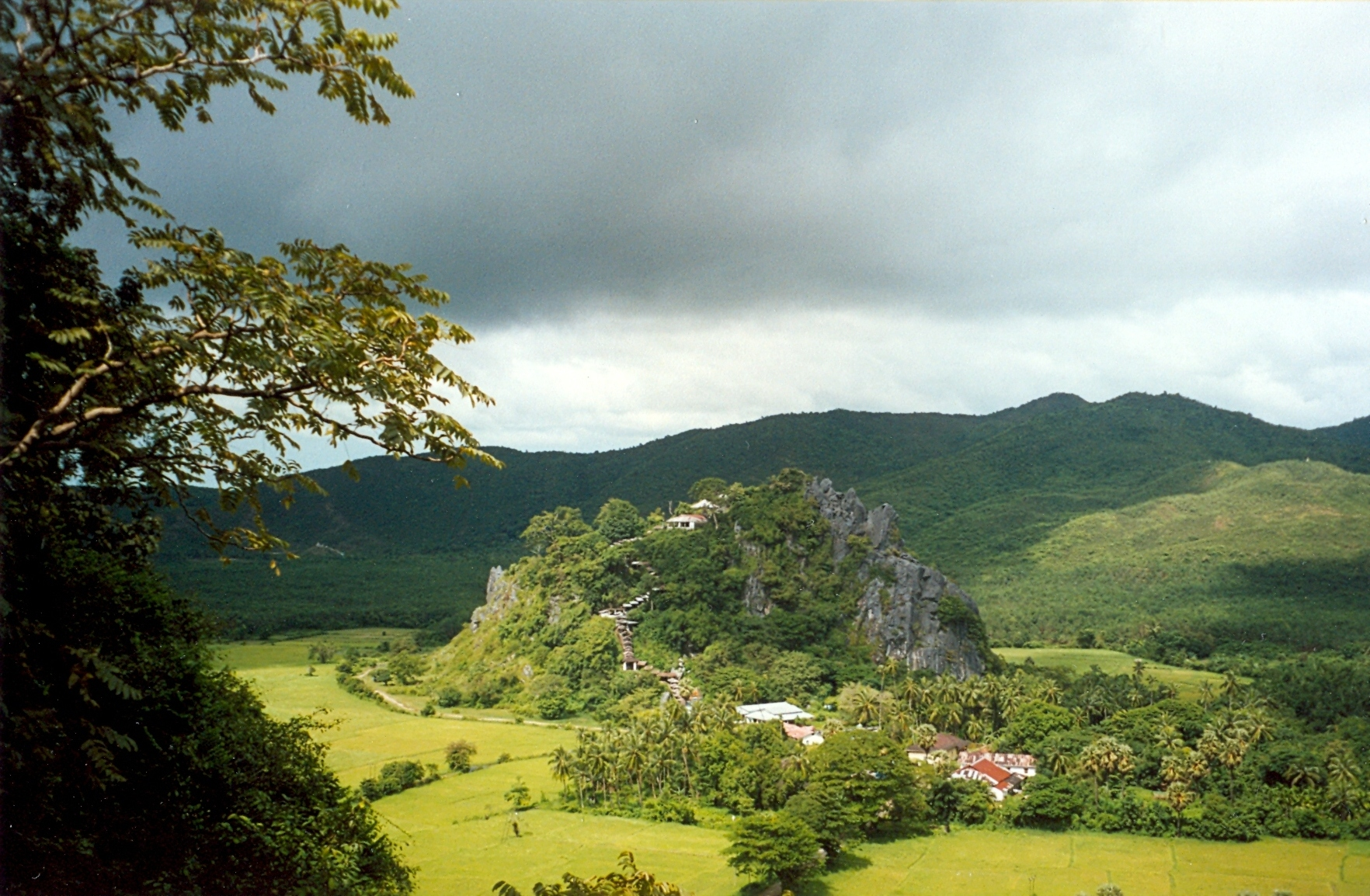
Paisaje de piedra caliza en las estribaciones occidentales de la cordillera Dawna cerca de Mudon, Estado de Mon, Birmania

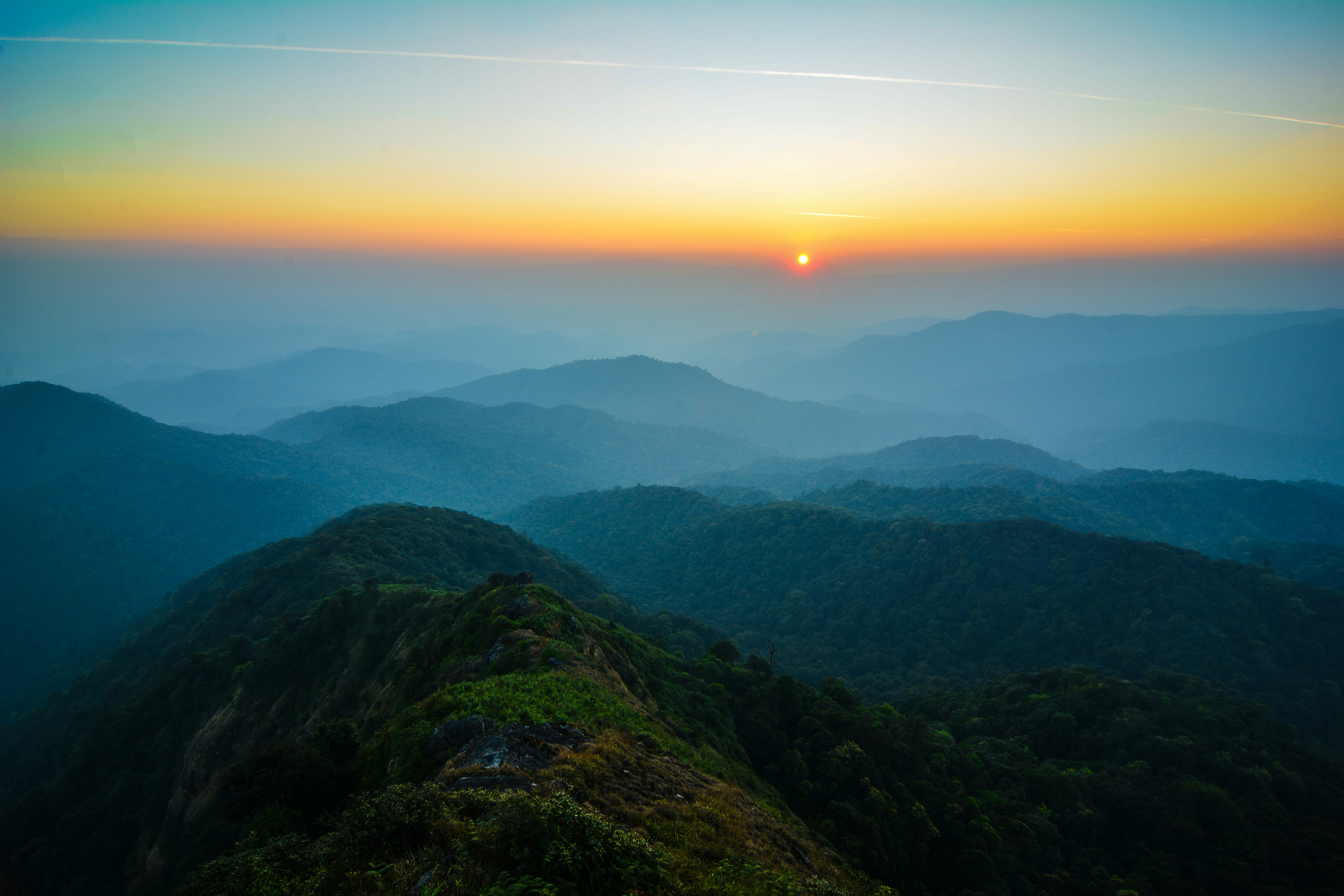
El sol poniente visto desde la cima de la montaña Mu Ko Chu (1.964 m) en el parque nacional Mae Wong, Tailandia

La cordillera Dawna (en birmano: ဒေါနတောင်တန်း; MLCTS: Dau:na. Taung:tan:; tailandés: ทิวเขาถนนธงชัยตะวันตก, ทิวเขาดอยมอนกุจู), es una cadena montañosa del este de Birmania y del noroeste de Tailandia. Su extremo septentrional se encuentra en el estado de Kayah, donde se une a la cordillera Daen Lao, una subcordillera de las montañas Shan. La cordillera se extiende hacia el sur a lo largo del estado de Kayin como frontera natural con el estado de Mon, en el oeste, formando cordilleras paralelas al extremo norte de las montañas Tenasserim, más al sur y al sureste. La cordillera Dawna se extiende al este del río Salween hacia el sur desde las montañas Shan a lo largo de unos 350 km, en el límite occidental de las tierras altas tailandesas. Su extremo sur llega a la frontera entre Tailandia y Myanmar en la zona de Umphang, entrando en Tailandia al oeste de Kamphaeng Phet. El Santuario de Vida Silvestre de Thungyai Naresuan está en el lado tailandés de la cordillera.
Algunos geógrafos incluyen la cordillera Dawna como la parte occidental y sur de la cordillera Thanon Thong Chai (เทือกเขา ถนน ธงชัย). El punto más alto de la cordillera es Mela Taung, de 2.080 m de altura; el Mulayit Taung, de 2.005 m, se encuentra en el extremo sur de la cordillera.

## Ecología
La cordillera Dawna es el hábitat del tigre, el elefante asiático salvaje y el muntíaco de Tenasserim. Las especies en peligro de extinción en la zona son el cálao de hocico plano y la pitta de Gurney. Hay otras especies raras, algunas de las cuales se han descubierto recientemente.
Esta estrecha y escarpada cordillera es homogénea desde el punto de vista geológico y ecológico con la vecina cabecera de las montañas Tenasserim y las colinas Karen, situadas más al norte, por lo que a menudo se la considera como un todo bajo el nombre de "Dawna Tenasserim" o como "Kayah-Karen/Tenasserim". La cordillera Dawna está cubierta de bosques tropicales y subtropicales de hoja ancha. Los bosques húmedos montanos de Kayah-Karen que cubren las montañas forman parte de la ecorregión de los bosques húmedos de Kayah-Karen/Tenasserim, que está incluida en la lista Global 200 de ecorregiones identificadas por el Fondo Mundial para la Naturaleza (WWF) como prioritarias para la conservación.

### Áreas protegidas
Las áreas protegidas de la cordiller Dawna son parte del Complejo Forestal Occidental .

#### Birmania
- Santuario de vida silvestre de Mulayit[14]

#### Tailandia
- Parque nacional Salawin
- Parque Nacional Mae Moei
- Santuario de vida silvestre Thungyai Naresuan
- Parque nacional de Khao Laem
- Santuario de vida silvestre Huai Kha Khaeng
- Parque nacional de Khun Phra Wo
- Parque nacional de Namtok Pha Charoen
- Parque nacional de Taksin Maharat
- Parque nacional de Lan Sang
- Parque nacional de Khlong Wang Chao
- Parque nacional de Khlong Lan
- Parque nacional Mae Wong
- Parque nacional Phu Toei

## Historia
En 1944 y 1945, en el momento de la conquista japonesa de Birmania durante la Segunda Guerra Mundial, las montañas del este de la cordillera Dawna proporcionaron una base desde la cual las tropas karen dirigidas por Bo Mya lucharon contra el ejército imperial japonés del lado de los británicos.
Debido a los disturbios en Birmania y los abusos de los derechos humanos por parte del Tatmadaw, se han establecido algunos campos de refugiados para los refugiados transfronterizos en el lado tailandés de la cordillera. El más grande es el campo de refugiados de Mae La, establecido en 1984 en el distrito de Tha Song Yang, provincia de Tak y actualmente alberga a más de 40.000 refugiados. Se han colocado minas terrestres en la zona fronteriza y esto también afecta a la vida silvestre.